# Christopher O'Neill
Pour les articles homonymes, voir O’Neill.
Christopher O'Neill, KNO, né le 27 juin 1974 à Londres, au Royaume-Uni, est un homme d’affaires américano-britannique d'origine irlandaise et autrichienne et l’époux de la princesse Madeleine de Suède.

## Biographie

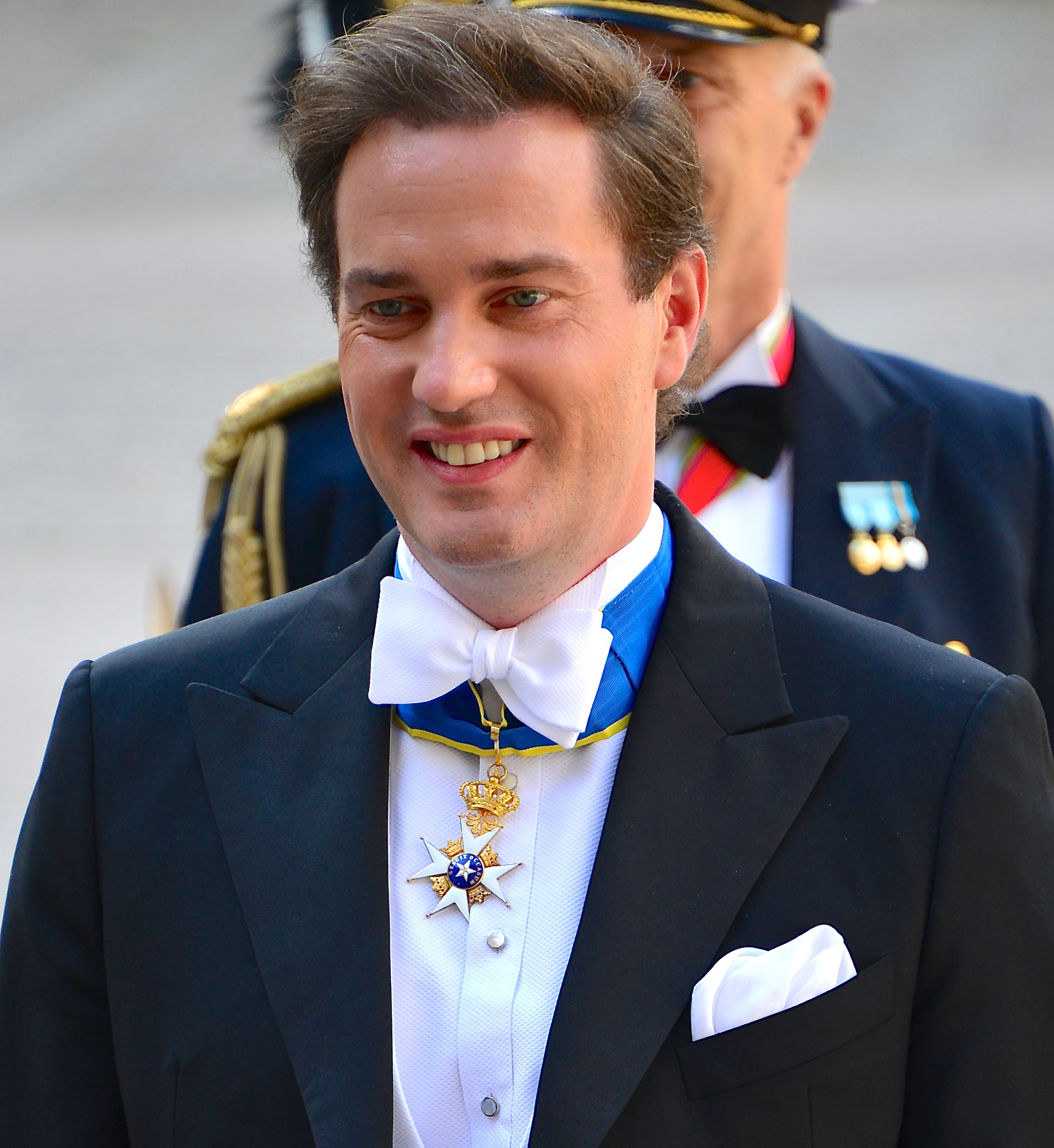
Christopher O'Neill, le 8 juin 2013.

### Jeunesse
Christopher O'Neill, dit Chris, né en 1974 à Londres.  
Il est le fils de Paul Cesario O'Neill (1926-2004), un banquier d’investissement américain qui part s’installer à Londres dans les années 1960, pour prendre la tête de la filiale européenne du groupe Oppenheimer & Co, et de sa seconde épouse, Eva Maria Walter (née en 1940), parente du cardinal Michael von Faulhaber. 
Il a grandi à Londres et à Saint-Gall, en Suisse, ainsi qu'en Autriche et en Allemagne, et possède la double nationalité américaine et britannique.

### Famille
Christopher a deux demi-sœurs du côté maternel, Tatjana D'Abo (née Schoeller) et la comtesse Natascha von Abensberg und Traun (née Loeb), et trois autres du côté de son père, Annalisa, Stephanie et Karen O’Neill.

### Études et carrière
O'Neill a fait ses études à l'Institut auf dem Rosenberg à Saint-Gall, en Suisse, et a obtenu un bachelor (licence)  en relations internationales de l'Université de Boston. Il a également obtenu un MBA de la Columbia Business School à New York.  
Il est associé et directeur de recherche à Noster Capital et ancien employé de NM Rothschild & Sons et Steinberg Asset Management.

## Mariage et descendance

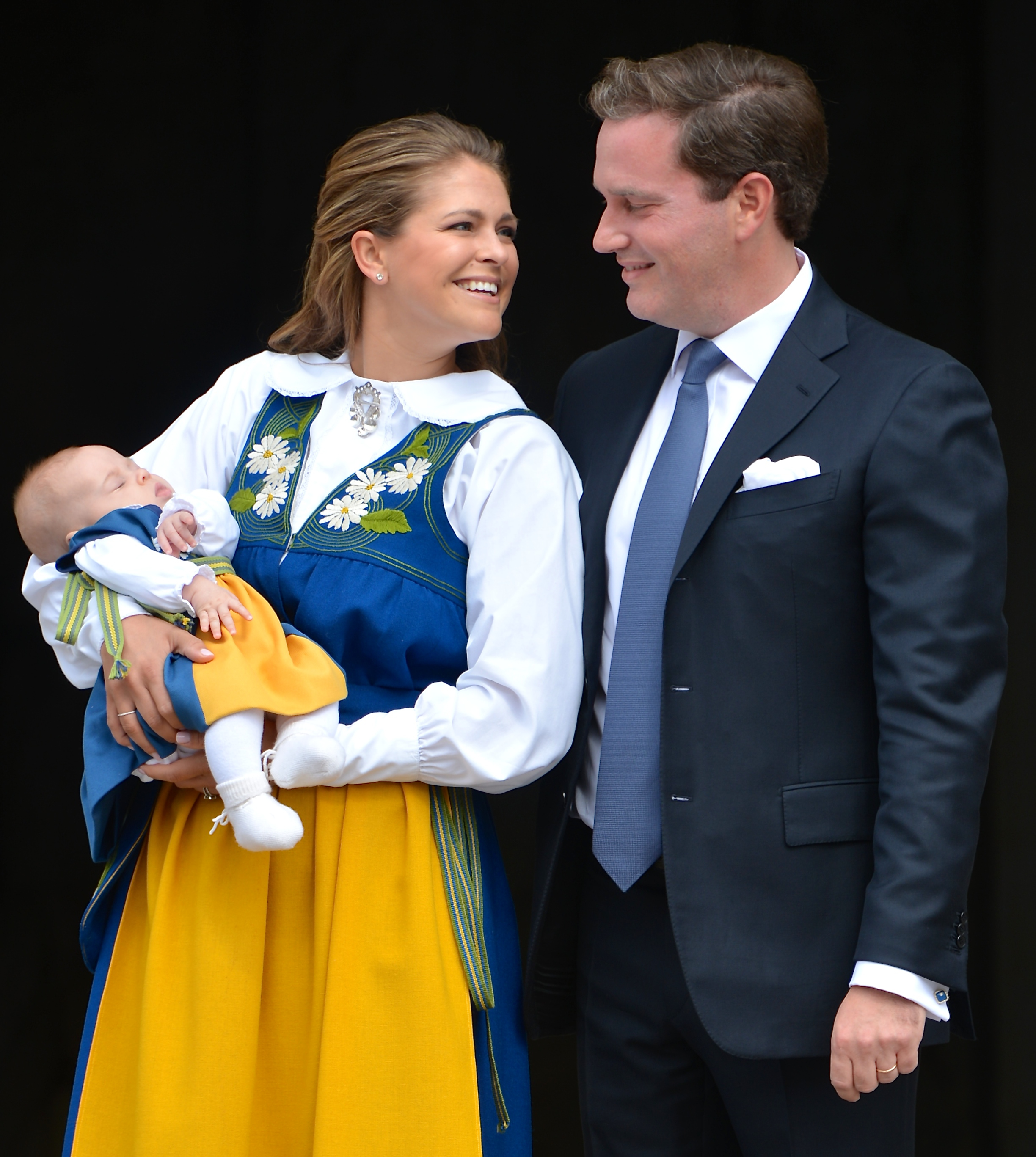
Christopher, la princesse Madeleine et leur fille, le 6 juin 2014.

### Mariage
Le 25 octobre 2012, le Palais annonce officiellement les fiançailles de la princesse Madeleine et de Christopher O'Neill. 

Le 8 juin 2013, Christopher O’Neill épouse, dans la chapelle royale du palais royal de Stockholm, la princesse Madeleine de Suède, duchesse de Hälsingland et de Gästrikland, en présence du couple royal et de dignitaires étrangers,,. 

Monogramme de la princesse Madeleine de Suède et Christopher O'Neill.

### Descendance
Le 20 février 2014 à New York, la princesse donne naissance à la princesse Leonore Lilian Maria, titrée quelques jours après sa naissance, duchesse de Gotland, par son grand-père, le roi Carl XVI Gustaf.
Alors que son père appartient à l’Église catholique et romaine, la princesse Leonore devra quant à elle professer, comme sa mère, la religion évangélique luthérienne suédoise, et, il lui sera en outre nécessaire d’être élevée en Suède afin d’entrer dans l’ordre de succession au trône.
En février 2015, la princesse Madeleine, Christopher O’Neill et leur fille s’installent à Stockholm. 
Fin décembre 2014, la princesse Madeleine annonce être à nouveau enceinte, le 15 juin 2015 à 13h45, elle met au monde un garçon,,. Le 17 juin 2015 il est annoncé que le bébé s'appelle Nicolas, Paul, Gustaf et qu'il a été titré prince de Suède et duc d'Ångermanland par son grand-père, le roi Carl XVI Gustaf,.
Le 27 août 2017, la princesse Madeleine annonce attendre leur troisième enfant prévu pour mars 2018. La princesse Adrienne de Suède, duchesse de Blekinge, est née le 9 mars 2018 à l'hôpital de Danderyd non loin de Stockholm.
Le 7 octobre 2019, le roi a fait publier un communiqué signé du Riksmarskalk (le Maréchal de la Cour suédoise) annonçant sa décision d'exclure de la Maison royale les trois enfants de Christopher O'Neill et de la princesse Madeleine, ainsi que les deux enfants du prince Carl Philip et de la princesse Sofia (ce qui n'empêchera pas ces cinq petits-enfants du roi d’être toujours membres de la famille royale), annulant leur statut d'altesse royale (S.A.R.), mais leur permettant toutefois de conserver leurs titres de prince ou princesse et de duc ou duchesse (de leurs provinces) conférés à leur naissance, ainsi que leurs rangs dans l’ordre de succession au trône suédois.

## Titres et honneurs

### Titulature
Contrairement à son beau-frère, le prince Daniel et sa belle-sœur, la princesse Sofia, Christopher ne porte pas de titres royaux, puisqu'un membre de la famille royale doit nécessairement être de nationalité suédoise, ce que l'époux de la princesse Madeleine a refusé. Ainsi, les communiqués de presse de la cour, se réfèrent à lui en tant que Herr Christopher O’Neill.

### Honneurs
| Commandeur de l'ordre royal de l'Étoile polaire                      | Commandeur de l’ordre royal de l'Étoile polaire (KNO) (6 juin 2013)                         |
| Médaille commémorative du jubilé de rubis du roi Charles XVI Gustave | Médaille commémorative du jubilé de rubis du roi Charles XVI Gustave (15 septembre 2013)    |
| Médaille commémorative pour les 70 ans du roi Charles XVI Gustave    | Médaille commémorative du jubilé pour les 70 ans du roi Charles XVI Gustave (30 avril 2016) |

### Site officiel de la maison royale de Suède
1. ↑  (en) « H.R.H. Princess Leonore Lilian Maria, Duchess of Gotland », sur Kungahuset, 26 février 2014 (consulté le 27 février 2014)
2. ↑  (en) « Mr Christopher O’Neill’s title », sur Kungahuset, 20 mai 2013 (consulté le 1er mars 2014)
3. ↑  (en) « The Order of the Polar Star », sur Kungahuset (consulté le 1er mars 2014)

### Autres références
1. 1 2  (en) « Paul Cesario O’Neill », sur The Peerage, 29 octobre 2013 (consulté le 1er mars 2014)
2. ↑  (sv) Johan Hellekant, « Vem är Chris O’Neill? », sur SVD, 25 octobre 2012 (consulté le 1er mars 2014)
3. ↑  (sv) Arne Lapidus, « Så hamnade Maddes svärmor i finrummen », sur Expressen, 12 mai 2013 (consulté le 1er mars 2014)
4. 1 2 3  « Mr Christopher O'Neill - Sveriges Kungahus », sur www.kungahuset.se (consulté le 15 juin 2015)
5. ↑  (de) « Prinzessin Madeleine: In was für eine Familie heiratet sie da nur ein? », sur Neue Post, 3 juin 2013 (consulté le 1er mars 2014)
6. ↑  (sv) « SVT direktsänder prinsessan Madeleines bröllop », sur SVT, 9 avril 2013 (consulté le 1er mars 2014)
7. ↑  « Prinsessan Madeleine och Herr Christopher O'Neill förlovade - Sveriges Kungahus », sur www.kungahuset.se (consulté le 16 juin 2015)
8. ↑  2013 06 08 mariage de madeleine (lire en ligne)
9. ↑  « The Princess Couple's wedding in the Royal Chapel - Sveriges Kungahus », sur www.kungahuset.se (consulté le 25 juin 2015)
10. ↑  (sv) Josefin Lilja, « Luthersk prinsessa får katolsk make », sur Dagen, 25 octobre 2012 (consulté le 1er mars 2014)
11. ↑  (en) « ʻNew York princess’ risks heirs’ right to the throne », sur The Local, 27 février 2014 (consulté le 1er mars 2014)
12. ↑  « Une merveilleuse nouvelle pour Madeleine de Suède » (consulté le 15 juin 2015)
13. ↑  « The Princess Couple's son - Sveriges Kungahus », sur www.kungahuset.se (consulté le 25 juin 2015)
14. ↑  « kungahuset.se/kungafamiljen/ak… »(Archive.org • Wikiwix • Archive.is • Google • Que faire ?).
15. ↑  « La princesse Madeleine de Suède donne naissance à un fils » (consulté le 15 juin 2015)
16. 1 2  Dominique Bonnet, « Le roi de Suède exclut cinq de ses sept petits-enfants de la Maison royale », Paris Match,‎ 8 octobre 2019 (lire en ligne, consulté le 21 septembre 2020).
17. ↑  « Le garçon de Madeleine de Suède - Les premières photos du prince Nicolas » (consulté le 17 juin 2015)
18. ↑  « HRH Prince Nicolas Paul Gustaf, Duke of Ångermanland - Sveriges Kungahus », sur www.kungahuset.se (consulté le 25 juin 2015)
19. ↑  Dominique Bonnet, « La princesse Madeleine est enceinte de son troisième enfant », Paris Match,‎ 28 août 2017 (lire en ligne, consulté le 1er octobre 2020).